# Nationalratswahlkreise im Kanton Luzern (1848)
Bei den ersten Schweizer Nationalratswahlen im Jahr 1848 gelangte im Kanton Luzern das einzige Mal ein besonderes Wahlverfahren zur Anwendung, das von jenen in der übrigen Schweiz deutlich abwich. Es gab eine Einteilung in sechs Unterwahlkreise mit willkürlich gezogenen Grenzen. Zweck dieses Vorgehens war es, den Einfluss der katholisch-konservativen Opposition so gering wie möglich zu halten.

## Ursachen
Da es kurz nach der Annahme der schweizerischen Bundesverfassung ausser der bald aufzulösenden Tagsatzung noch keine funktionierenden Bundesbehörden und somit auch kein einheitliches Wahlgesetz gab, war die Organisation der Wahlen in den Nationalrat Aufgabe der Kantone. Der Kanton Luzern war eine Hochburg des Sonderbunds gewesen, einem Verteidigungsbündnis von sieben katholischen Kantonen, das im Sonderbundskrieg im Jahr 1847 von den liberalen Kantonen besiegt worden war. Die Bundesverfassung war hier zwar mit 59 % der Stimmen angenommen worden, doch waren alle Nichtteilnehmer an der Abstimmung den Ja-Stimmenden hinzugerechnet worden. Die neue freisinnige Luzerner Kantonsregierung konnte sich nicht sicher sein, bei den bevorstehenden Wahlen tatsächlich über eine Mehrheit zu verfügen. Um einen überragenden Wahlsieg der Freisinnigen zu garantieren, musste das Wählerpotenzial der Katholisch-Konservativen mit verschiedenen Massnahmen verringert werden.

## Wahlverfahren
Vorgesehen war ein Einheitswahlkreis, der alle sechs zur Verfügung stehenden Sitze zusammenfasste. Gewählt werden konnte jedoch nur an sechs Wahlversammlungen mit offener, von Regierungsvertretern geleiteter Stimmabgabe. Jede Gemeinde war einer Wahlversammlung zugeordnet. Zu diesem Zweck wurden sechs Unterwahlkreise mit zum Teil komplizierten Grenzen geschaffen, die an das Gerrymandering in den Vereinigten Staaten erinnern. Da es ausgeschlossen schien, die Konkurrenz an allen Wahlversammlungen auszuschalten, wurde darauf geachtet, möglichst viele konservative Gemeinden in einem Unterwahlkreis um Rothenburg zusammenzufassen. Konservative Gemeinden in anderen Unterwahlkreisen lagen wenn möglich so, dass die Wähler durch lange Anmarschwege ferngehalten wurden. Die Ergebnisse aller sechs Versammlungen wurden zu einem Gesamtergebnis addiert.

## Einteilung

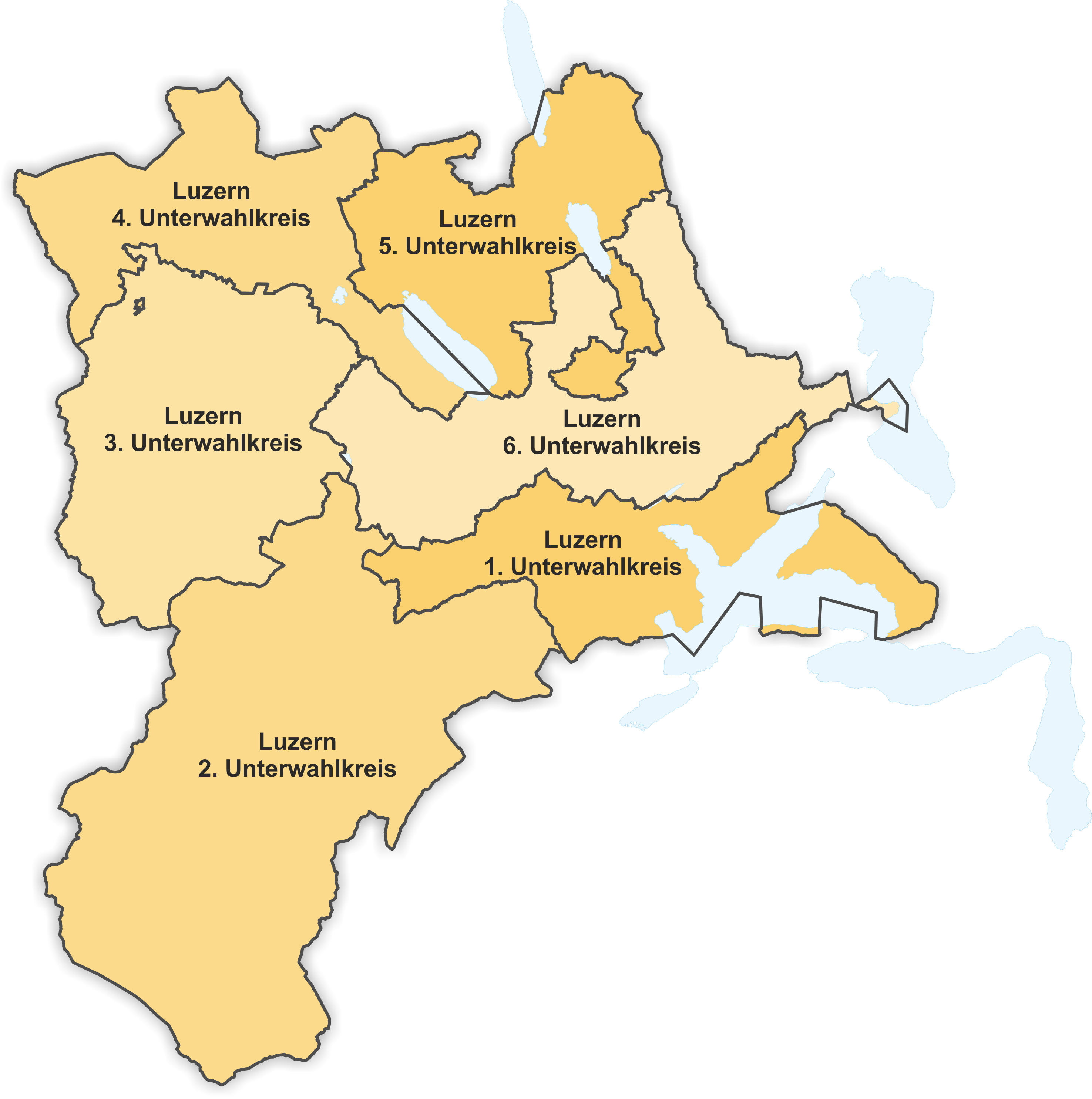
Wahlkreise Kanton Luzern 1848

Der Kanton war wie folgt in Unterwahlkreise eingeteilt:
1. Unterwahlkreis
- im Amt Luzern die Gemeinden Adligenswil, Greppen, Horw, Kriens, Littau, Luzern, Malters, Meggen, Udligenswil, Vitznau und Weggis
- im Amt Entlebuch die Gemeinde Schachen

Einziger Wahlort war Luzern.
2. Unterwahlkreis
- im Amt Entlebuch die Gemeinden Doppleschwand, Entlebuch, Escholzmatt, Flühli, Hasle, Marbach, Romoos und Schüpfheim
- im Amt Sursee die Gemeinden Werthenstein (ohne Schachen), Wolhusen und Wolhusen Markt
- im Amt Luzern die Gemeinde Schwarzenberg

Einziger Wahlort war Entlebuch.
3. Unterwahlkreis
- im Amt Sursee die Gemeinde Grosswangen
- im Amt Willisau die Gemeinden Alberswil, Ebersecken, Egolzwil, Ettiswil, Fischbach, Gettnau, Hergiswil bei Willisau, Kottwil, Luthern, Menznau, Ohmstal, Schötz, Ufhusen, Willisau-Land, Willisau-Stadt und Zell

Einziger Wahlort war Ettiswil.
4. Unterwahlkreis
- im Amt Sursee die Gemeinden Knutwil, Kulmerau, Mauensee, Nottwil, Oberkirch, Triengen, Wilihof, Winikon
- im Amt Willisau die Gemeinden Altbüron, Altishofen, Buchs, Dagmersellen, Grossdietwil, Langnau bei Reiden, Nebikon, Pfaffnau, Reiden, Richenthal, Roggliswil, Uffikon, Wauwil und Wikon

Einziger Wahlort war Dagmersellen.
5. Unterwahlkreis
- im Amt Sursee die Gemeinden Büron, Eich, Geuensee, Gunzwil, Neudorf, Münster, Pfeffikon, Rickenbach, Schenkon, Schlierbach, Sempach, Sursee und Schwarzenbach
- im Amt Hochdorf die Gemeinden Aesch, Altwis, Ermensee, Gelfingen, Hämikon, Herlisberg, Hitzkirch, Hochdorf, Lieli, Mosen, Müswangen, Rain, Retschwil, Richensee, Schongau und Sulz

Einziger Wahlort war Beromünster (damals Münster genannt).
6. Unterwahlkreis
- im Amt Hochdorf die Gemeinden Ballwil, Emmen, Eschenbach, Hohenrain, Inwil, Rothenburg, Römerswil
- im Amt Luzern die Gemeinden Buchrain, Dierikon, Ebikon, Gisikon, Honau, Meierskappel und Root
- im Amt Sursee die Gemeinden Buttisholz, Hildisrieden, Neuenkirch und Ruswil

Einziger Wahlort war Rothenburg.

## Ergebnis
Das Kalkül der Kantonsregierung ging auf. Den Katholisch-Konservativen erzielten wie erwartet nur im 6. Unterwahlkreis (Rothenburg) ein gutes Ergebnis, so dass sie lediglich einen Vertreter in den Nationalrat entsenden konnten. Bei den fünf übrigen Versammlungen dominierten die freisinnigen Wähler. Da die Stimmenzähler die Anzahl Stimmen nur zu schätzen hatten, sind keine genauen Ergebnisse verfügbar.
Siehe auch die Detailergebnisse im Kanton Luzern.